# Ursoaia, Căușeni
Ursoaia este un sat din raionul Căușeni, Republica Moldova. A fost atestat documentar pentru prima oară în 1767.

## Dicționarul Geografic al Basarabieide Zamfir Arbore
Ursoaia, sat, în jud. Bender, în valea Tunători. Face parte din volostea Căușenii-Noi. Are 213 case, cu o populație de 1171 suflete, țărani români. Tot în valea Tunători se află cătunul Ursoaia, așezat lângă șoseaua Bender-Căușeni. împrejurul cătunului și a satului sunt multe vii și grădini cu pomi.

## Demografie

### Structura etnică
Structura etnică a localității conform recensământului populației din 2004:
| Grup etnic                                               | Populație | % Procentaj   |
| -------------------------------------------------------- | --------- | ------------- |
| Băștinași declarați Moldoveni Băștinași declarați Români | 2077 499  | 79,52% 19,10% |
| Ruși                                                     | 19        | 0,73%         |
| Ucraineni                                                | 12        | 0,46%         |
| Bulgari                                                  | 3         | 0,11%         |
| Alții                                                    | 2         | 0,08%         |
| Total                                                    | 2612      |               |

## Administrație și politică
Componența Consiliului local Ursoaia (11 consilieri), ales la 5 noiembrie 2023, este următoarea:
|  | Partid                            | Consilieri | Componență | Componență | Componență | Componență | Componență | Componență | Componență | Componență | Componență |
|  | --------------------------------- | ---------- | ---------- | ---------- | ---------- | ---------- | ---------- | ---------- | ---------- | ---------- | ---------- |
|  | Partidul Social Democrat European | 9          |            |            |            |            |            |            |            |            |            |
|  | Partidul Acțiune și Solidaritate  | 2          |            |            |            |            |            |            |            |            |            |